# La Petite Sauvage (film)
Pour les articles homonymes, voir La Petite Sauvage.
Pour plus de détails, voir Fiche technique et Distribution.
La Petite Sauvage est un film français réalisé par Jean de Limur tourné en 1935 et sorti en 1936.

## Synopsis
Paulette est placée par son tuteur dans une pension en Suisse. Elle s'enfuit et rejoint un jeune homme qui tente de la séduire. Elle le gifle, et se fiance finalement avec le meilleur ami de ce séducteur.

## Fiche technique
- Autre titre : Cupidon au pensionnat
- Réalisation : Jean de Limur
- Scénario : E. Raymond
- Dialogues : Jean de Létraz
- Décors : Eugène Lourié
- Photographie : Jacques Mercanton et Ted Pahle
- Montage : Jean Oser, Henri Aisner
- Musique : Werner Richard Heymann
- Production : Max Glass
- Société de production : Flora-Film
- Pays de production :  France
- Format : Son mono  - Noir et blanc
- Genre : Comédie
- Durée : 100 minutes
- Date de sortie : 
  - France : 3 janvier 1936

## Distribution
- Paulette Dubost : Paulette
- Christiane Delyne
- Gabrielle Fontan
- Pierre Larquey
- Lucienne Le Marchand
- Robert Manuel
- José Noguéro
- Mila Parély
- Paul Pauley : Caron, le tuteur
- Germaine Roger
- Alice Tissot

## Tournage
Durant une scène du film, Paulette Dubost devait traverser le parc du collège où un chien devait l'accueillir en lui prodiguant des marques d'affection. Mais le chien, dès qu'il l'a vue, a reculé en grondant, ce qui a provoqué l'arrêt momentané du tournage. Paulette Dubost, s'étant aperçu que le chien adorait le gruyère, envoie l'assistant en acheter et s'en met des petits morceaux sur elle, en particulier dans ses trous de nez, dans ses oreilles et sous son col Claudine, ce qui a permis de tourner la scène comme prévu, le chien la léchant au visage, comme souhaité,.